# Sinagoga Sharón
La Sinagoga Sharón es un edificio religioso de la comunidad judía asquenazí ortodoxa (formada por judíos de Europa Oriental) ubicada en la esquina de la Avenida 2 de Mayo con la calle Carlos Porras Osores, en el distrito de San Isidro de la ciudad de Lima, Perú. Se trata de un espacio gestionado por la Unión Israelita del Perú que alberga además un centro cultural y un museo.

## Historia
La Unión Israelita del Perú se fundó en el tradicional barrio del Chirimoyo el 11 de junio de 1923, siendo formalmente registrada con el gobierno el 16 de noviembre de 1929. Su fin fue representar exclusivamente a la joven comunidad judía asquenazí que había llegado desde Europa oriental, particularmente de Hungría, a partir de 1912. Esta misma organización contrató al rabino Moisés Brener, quien llegó en 1934 para realizar los servicios religiosos judíos en todo el país. La oposición de algunos sectores conservadores hacia Brener llevó a la formación de tres grupos opositores a mediados del siglo XX, que eventualmente volvieron a unirse a la congregación matriz. Uno de estos fue Sharón, el cual comenzó su proceso de integración con la Unión Israelita el año 1987, año que se mudaron los rezos de la sinagoga de la avenida Brasil a su actual ubicación.
El templo religioso actualmente se encuentra en el distrito de San Isidro y opera el Museo Judío del Perú. Bajo la tenura del rabino Efraim Zik, el espacio fue remodelado para adaptarse a las necesidades de la congregación. En 2009, se produjo una visita al lugar por parte del entonces Canciller israelí Avigdor Lieberman y de miembros del Knéset.

## Liderazgo
Los siguientes rabinos han liderado a la Unión Israelita del Perú desde su fundación:
- Abraham Moshe Brener (1930–1962)
- Baruj Epstein (1966–1967)
- Eljanan Yamnik (1971–1974)
- Naftali Rothenberg (1974–1976)
- Igal Fridman (1982–1985)
- Yaakov Kraus (1987–1998)
- Efraim Zik (1999–2002)
- Menashe Pniel (2002–2003)
- Efraim Zik (2003–2009)
- Itay Meushar (2009–2016)
- Salomon Cohen (2016–2019)
- Simantob Nigri (2019–actualidad)